# سام بينيت (لاعب هوكي الجليد)
سام بينيت (بالإنجليزية: Sam Bennett)‏ (و. 1996  م) هو لاعب هوكي الجليد كندي، ولد في ريتشموند هيل، أونتاريو، مركز لعبه هو مهاجم ‏.
.

## روابط خارجية
- سام بينيت على موقع دوري الهوكي الوطني (الإنجليزية)
- سام بينيت على موقع EliteProspects.com (الإنجليزية)
- سام بينيت على موقع HockeyDB.com (الإنجليزية)
- سام بينيت على موقع Hockey-Reference.com (الإنجليزية)